# Prinsesse Marie af Hessen-Kassel-Rumpenheim (1814–1895)
Prinsesse Marie Luise Charlotte af Hessen-Kassel-Rumpenheim (tysk:  Marie Luise Charlotte, Prinzessin von Hessen-Kassel) (født 9. maj 1814 i København, død 28. juli 1895 på Hohenburg Slot ved Lenggries i Oberbayern) var en prinsesse af tysk og dansk afstamning. 
Hun var i nær familie med de danske konger og med landgreverne af Hessen-Kassel.

## Tilknytning til Danmark
Prinsesse Marie var datter af prinsesse Charlotte af Danmark (1789– 1864) og titulær landgreve Vilhelm 10. af Hessen-Kassel-Rumpenheim (1787–1867). Prinsesse Marie var datterdatter af Arveprins Frederik og dermed oldedatter af Frederik 5. af Danmark-Norge og Juliane Marie af Danmark-Norge.
Prinsesse Maries yngre søster Louise af Hessen-Kassel (gift med Christian 9.) blev dronning af Danmark. Prinsesse Marie var moster til bl.a. kong Frederik 8. af Danmark, kong Georg 1. af Grækenland, Alexandra (dronning af Storbritannien) og Dagmar (kejserinde af Rusland).

## Prinsesse af Anhalt-Dessau
Prinsesse Marie var gift med prins Frederik August af Anhalt-Dessau (1799–1864). Han var søn af arveprins Frederik af Anhalt-Dessau (1769–1814) og sønnesøn af hertug Leopold 3. af Anhalt-Dessau (1740 – 1817). Prins Frederik August var en yngre bror til Leopold 4. af Anhalt-Dessau.
Leopold 4. blev hertug af Anhalt-Dessau, da hans farfar døde i 1817. I 1847 blev han også hertug af Anhalt-Köthen. I 1863 arvede Leopold 4. Anhalt-Bernburg, der havde været regereret af Frederikke af Glücksborg (en ældre søster til til Christian 9., der var prinsesse Maries svoger) og hendes skizofrene mand hertug Carl Alexander (1805–1863). I 1863–1871 var Leopold 4. den første hertug over det forenede hertugdømme Anhalt.

## Familie
I 1832 blev prinsesse Marie gift med prins Frederik August af Anhalt-Dessau (1799–1864). Brylluppet fandt sted på Rumpenheim Slot ved Offenbach am Main nær Frankfurt am Main. 
Slottet tilhørte Frederik af Hessen-Kassel-Rumpenheim (1747-1837). Han var prinsesse Maries farfar.
Prinsesse Marie og prins Frederik fik tre døtre
Den ældste datter Adelheid Marie (1833–1916) var gift med Adolf 1. af Luxembourg. Han var hertug af Nassau i 1839–1866 og storhertug af Luxembourg i 1890–1905.
Den næstældste datter var Prinsesse Bathildis af Anhalt-Dessau (1837–1902). Hun var gift med Prins Vilhelm af Schaumburg-Lippe (1834–1906). De grundlagde det suveræne, men ikke-regerende fyrstelige hus Schaumburg-Lippe-Náchod.
Den yngste datter prinsesse Hilda Charlotte af Anhalt-Dessau (1839–1926) levede i Dessau.

## Sidste år
I sine sidste år opholdt prinsesse Marie sig ofte hos sin ældste datter Adelheid Marie, der blev storhertuginde af Luxembourg i 1890.
Den 28. juli 1895 døde prinsesse Marie på Hohenburg Slot ved Lenggries i Oberbayern. Datteren og svigersønnen havde købt dette sommerslot i 1870.

## Arveret til den danske trone
Ifølge Kongeloven var Prinsesse Marie og hendes døtre fødte med arveret til den danske trone. 
Hendes morbror Christian 8. blev konge i 1839, mens hendes fætter Frederik 7. blev konge i 1848. 
Ved Frederik 7.s tronbestigelse var arvefølgen, (slægtskab til prinsesse Marie er oplyst):
1. Arveprins Ferdinand (1792–1863), tronfølger 1848–juni 1963, (morbror)
2. Juliane Sophie af Danmark (1788–1850), (gift med den titulære landgreve Frederik Vilhelm Carl Ludvig af Hessen-Philippsthal-Barchfeld), (moster)
3. Charlotte af Danmark (1789–1864), (mor)
4. Frederik af Hessen-Kassel, (1820–1884) (bror)
5. Prinsesse Marie af Hessen-Kassel-Rumpenheim (1814 – 1895), (hende selv)
6. Adelheid Marie af Anhalt-Dessau (1833–1916) (datter)
7. Prinsesse Bathildis af Anhalt-Dessau (1837–1902) (datter)
8. Hilda Charlotte af Anhalt-Dessau (1839–1926) (datter)

I 1851 overdrog prinsesse Marie af Hessen-Kassel-Rumpenheim og hendes bror deres arveret til søsteren Louise af Hessen-Kassel og svogeren prins Christian af Glücksborg. Arveafkaldet gjaldt også for deres efterkommere. Arveafkaldet banede vejen for, at dronning Louise og kong Christian 9. kom på den danske trone i 1863. 
I 1853 vedtog rigsdagen en ny tronfølgelov med en ren mandelig arvefølge blandt efterkommerne af Louise af Hessen-Kassel og prins Christian af Glücksborg. I 1953 blev den kvindelige arvefølge genindført i Danmark, men denne nye arvefølge gælder kun for efterkommere af kong Christian 10. og Dronning Alexandrine.